# Noriaki Ishizawa
Noriaki Ishizawa (født 25. maj 1985) er en tidligere japansk fodboldspiller.
Han har spillet for flere forskellige klubber i sin karriere, herunder Vissel Kobe.